# José Luis Caminero
José Luis Pérez Caminero (Madrid, 8 de novembro de 1967) é um ex-futebolista da Espanha. Atuava como médio-defensivo.

## Carreira

### Clubes
foi revelado pelo segundo time do Real Madrid, e jogou como profissional pelo Real Valladolid, em 1989. Porém, com esta equipe, foi rebaixado para a segunda divisão da La Liga.
No Atlético de Madrid a partir de 1993, conquistou a Liga espanhola e a Copa do Rei na temporada 1995-1996, juntamente com Kiko.
Em 1998, regressa ao Valladolid, onde jogou até o fim da sua carreira, em 2004. Porém, o Real Valladolid voltou a cair de divisão.
Na primeira divisão, jogou 408 partidas e marcou 57 gols.

### Seleção Espanhola
Atuou pela seleção espanhola em vários jogos, incluindo na Copa do Mundo de 1994, na qual marcou 3 gols (dois contra a Bolívia e um contra a Itália). Pela seleção, estreou em 1993 e fez um total de 8 gols.

## Títulos
Atlético Madrid
- La Liga: 1995–96
- Copa del Rey: 1995–96

Individual
- La Liga: Jogador espanhol do ano 1996[1]